# Pavel Bazjov

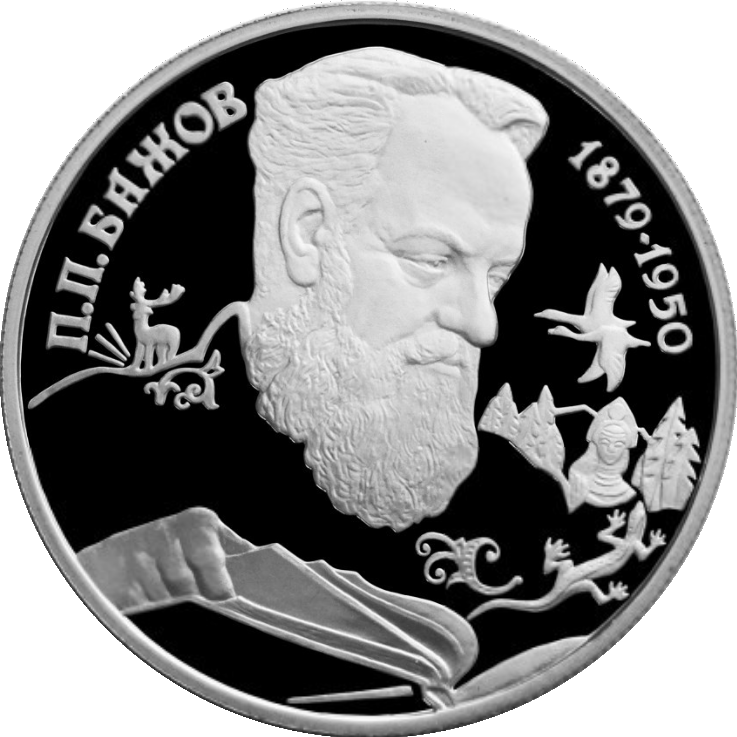
Mynt till minne av Bazjov.

Pavel Petrovitj Bazjov (ryska: Па́вел Петро́вич Бажо́в), född 27 januari 1879 i Sysert i Ryssland, död 3 december 1950 i Moskva, var en rysk författare och folklorist.
Bazjov är mest känd för sin samling av folksagor från Uralbergen, Malachitovaja sjkatulka ("Малахитовая шкатулка"), utgiven i Sovjetunionen 1939. Boken gavs ut i engelsk översättning 1944 som The Malachite Casket. Sergej Prokofjevs balett Stenblomman är baserad på en av sagorna från boken. Många av sagorna har också gett upphov till filmer och animerade filmer; mest känd är kanske spelfilmen Stenblomman (Kamennyj tsvetok) från 1946, en av de första sovjetiska färgfilmerna. Bazjov skrev också ett flertal böcker om ryska revolutionen och det efterföljande inbördeskriget. Rysslands före detta premiärminister Jegor Gajdar var Bazjovs dotterson.

## Biografi

### Ungdom
Bazjov föddes i Uralbergen. Hans far Pjotr Bazjov var chef för svetsverkstaden på Syserts stålverk. Likt de flesta andra som bodde i fabriksstäder hade familjen svårt att klara sig ekonomiskt. Mellan 1889 och 1893 studerade Bazjov i en religiös skola i Jekaterinburg. Han deltog under denna tid i ett flertal protester, varav den mest välkända resulterade i en anmärkning om politisk illojalitet från hans lärare. Staden gjorde ett stort intryck på honom och han kom många år senare att återvända hit för att bosätta sig. 1899 utexaminerades Bazjov som tredje bästa i sin klass från Perms teologiska seminarium, där bland andra Aleksandr Stepanovitj Popov och D.N. Namin tidigare studerat. Bazjov drömde om att läsa vidare vid Tomsks seminarium, men fick avslag.
Istället tog han tillfälligt anställning som rysklärare, först i Jekaterinburg och senare i Kamysjlov. Från 1907 till 1914 undervisade Bazjov i ryska på en flickskola. Under denna tid träffade han och gifte sig med Valentina Ivanitskij, en tidigare elev vid skolan. Hon kom att fungera som hans musa i många av hans dikter om kärlek och lycka.

### Karriär
Vid första världskrigets utbrott hade Bazjov två döttrar och hade anslutit sig till bolsjevikerna. 1918 frivilliganmälde han sig till Röda armén och tjänstgjorde i frontlinjen vid Uralbergen. Hösten 1920 flyttade Bazjov till Semipalatinsk där han blev invald i provinsens partikommitté. Han instruerades att leda det lokala fackföreningsrådet, men utförde ofta uppgifter utanför sitt ansvarsområde. 1923–1929 bodde han i Jekaterinburg och arbetade som redaktör för tidningen Krestjanskaja ("Böndernas") samt bidrog med essäer om levnadsförhållandena i gamla fabriker, och om inbördeskriget. 1924 gav han ut sin första bok, Ural var ("Уральские были") om livet i Uralbergen under 1880- och -90-talen. Under denna period skrev han också ner över 40 sagor baserade på sägner från uraliska fabriker; dessa kom att utgöra grunden till antologin Malachitovaja sjkatulka. Utgivningen av detta Bazjovs mest kända verk förärade honom med Sovjetunionens statliga pris. Bazjov utökade senare boken med ytterligare sagor.
I sin rapport om Kazakiska SSRs 60-årsjubileum nämnde D.A. Kuhn Bazjov som en av dem som "under revolutionen och inbördeskriget, med gevär, plog eller med en bok verkat på kazakstansk mark, och uppvisat hög internationell kvalitet, motståndskraft, kurage och hjältemod". För detta belönades Bazjov med Leninorden.
Under andra världskriget arbetade Bazjov med författare från Jekaterinburg såväl som med dem som evakuerats från olika delar av Sovjetunionen. Efter kriget försämrades hans syn drastiskt, men han fortsatte sitt redaktionella arbete samt att samla in och bearbeta lokala sägner.
1946 blev han invald i högsta sovjeten.
Bazjov dog 1950 i Moskva och begravdes nära sitt hem i Jekaterinburg.

## Översättningar till svenska
- Malakitschatullet (1953; översättning: Carl Elof Svenning).